# Панайот Ангелов
Панайот Ангелов Ангелов е български офицер, бивш кмет на Русе.

## Биографични данни
Роден през 1859 г. в Търново, в заможно търговско семейство. Първоначално образование придобива в родния си град. По-късно завършва Робърт колеж в Цариград. След завръщането си в България през 1878 г. се посвещава на военна кариера и достига до чин полковник. Служи в Русчукска №23 пеша дружина като командир на сапьорската рота. През 1885 г. е командирован в управлението на галваническата част в Санкт Петербург и на минната рота в Кронщат. В края на 1885 г. става командир на портовата рота в Русе и завеждащ минното дело в Дунавската флотилия. През 1886 г. е назначен за началник на Дунавската флотилия и морската част, а през 1887 г. – за командир на кораба „Александър I“. На 17 октомври 1891 г. като началник на флотилията и морската част, подполковник Ангелов е командирован по служебни причини в Австрия и Италия. На 15 февруари 1900 г. напуска армията по здравословни причини и се включва активно в обществено-политическия живот на Русе. След кметуването си П. Ангелов е отново временно началник на флота, а по време на войните е командир на Втори пехотен искърски полк. Умира във Виена на 7 март 1919 г. Тленните му останки са пренесени от Виена и погребани с почести в Русе на 8 юни 1926 г. Приживе той прави дарения от 1 млн. лв. за благотворителни цели.

## Кметски мандат
Панайот Ангелов продължава да работи по трите основни насоки на общинската дейност, очертани от предходната кметска управа: налагането на общината като първостепенен фактор в стимулиране стопанското развитие на града, второ – усъвършенстване организационно-административното функциониране на общинската институция и издигане на обществения и престиж. На трето място – радикално решаване на трудния проблем с изграждането на модерна градска инфраструктура. Раздадени са най-много общински места за индустриална цел в сравнение с всички градски управи до момента. По време на кметуването на П. Ангелов се приемат символите на града – градски герб и градско знаме. При осъществяването на строителната дейност обаче кметът среща големи трудности. Главна причина за това е липсата на цялостен кадастрален план на града. Въпреки усилията на предишните кметски управи към 1904 г. от 300 градски застроени зони са кадастрирани едва 80. По същия начин стои и въпросът с водоснабдяването на града. Съзнавайки голямата нужда от водоснабдяването, канализацията и урегулирането на уличната мрежа в града през 1906 г. общинската управа планира заем от 3 млн. лв., от които 400 хил. лв. за улична нивелация. Водоснабдяването и канализацията се взема решение да се отдадат на предприемач след като бъде окончателно завършена регулацията и нивелацията на уличната мрежа. Още през същата година са урегулирани напълно осем и частично още няколко улици, а през следващата 1907 г. напълно завършена. Кадастрирането е отдадено на предприемач и завършено на три четвърти, организиран е и конкурс за изработване на проект за водоснабдяване и канализация.
Нарушаването на ритъма на работа на общинския съвет се дължи на промяната на политическата обстановка в страната. В началото на 1908 г. пада стамболовисткия кабинет и на власт идва правителството на демократите на Александър Малинов. Масово се разтурват общинските управи по места и Русенската община не прави изключение. На 12 май е назначена тричленна комисия: Ангел Павлов – председател, Живко Икономов и Гатю П. Станев.

## Военни звания
- Прапоршчик (10 май 1879)
- Подпоручик (1 ноември 1879, преименуван)
- Поручик (30 август 1882)
- Капитан (30 август 1885)
- Майор (17 април 1887)
- Подполковник (2 август 1891)
- Полковник (2 август 1895)